# Biserica Oțetari

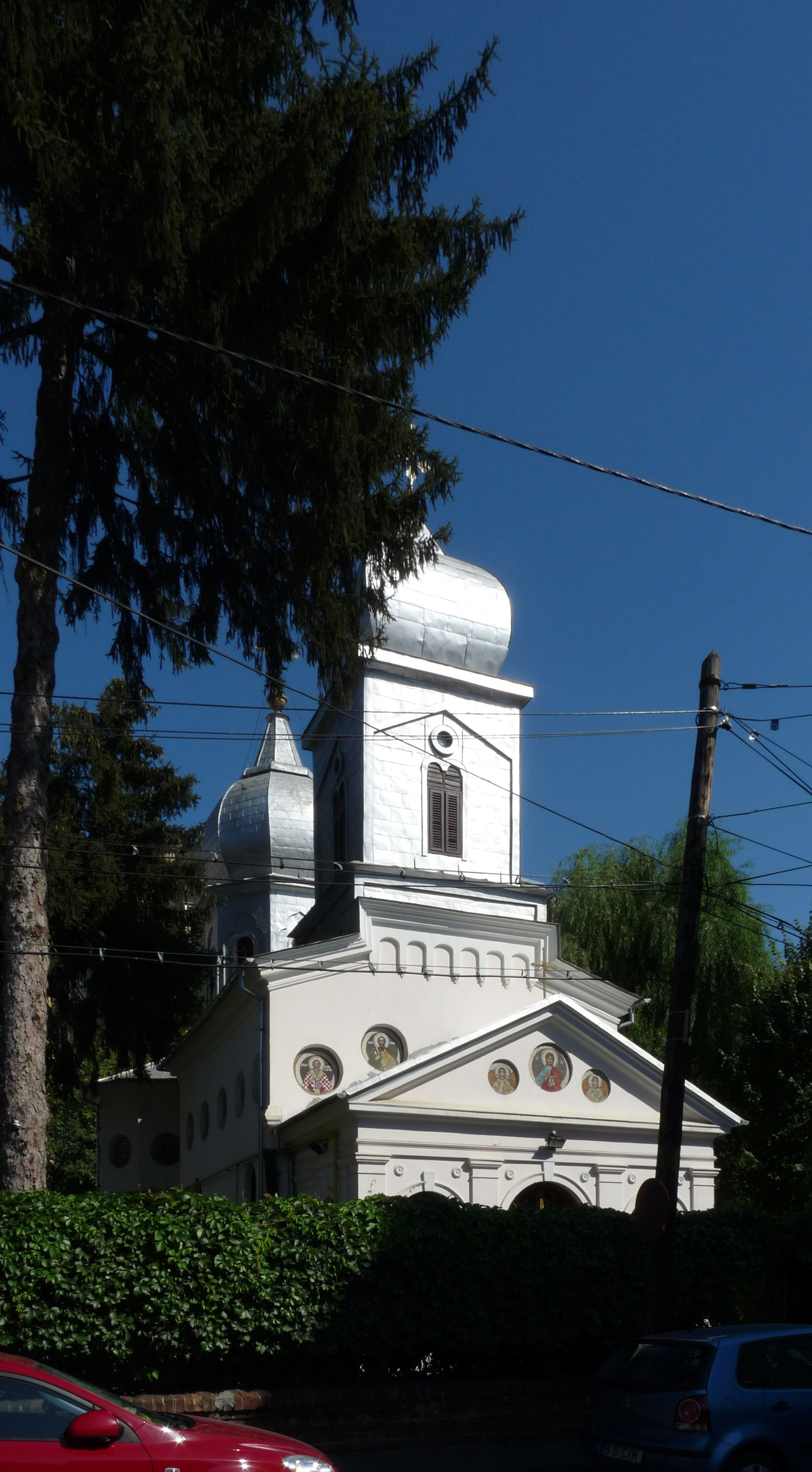
Biserica ,,Sfinții Voievozi" - Oțetari

Biserica Oțetari este situată în centrul orașului București, pe strada Oțetari, nr. 4, sector 2, în perimetrul Batiștei – Vasile Lascăr, foarte aproape de Piața Rosetti, Teatrul Național, Biserica Armenească și Colegiul Național „Spiru Haret”. 
Biserica Oțetari are trei Sfinte Hramuri:
- Sfinții Voievozi sau Sfinții Arhangheli Mihail și Gavriil, prăznuit la 8 noiembrie (hramul primei biserici);
- Sfântul Nicolae, prăznuit la 6 decembrie (hram adăugat la refacerea Bisericii, din zid, la 1757);
- Sfântul Mare Mucenic Haralambie, prăznuit la 10 februarie.

## Istoric
Pe actualul loc al Bisericii Oțetari s-a aflat, inițial, un zăvoi de oțetari, pe malul fostei gârle Bucureștioaia, afluent al Dâmboviței, care își avea vadul pe actuala stradă Galați (date despre această apă găsim în „Istoria fondării orașului București” de Dimitrie Papazoglu). În anii 1680-1681 a fost construită, în zilele lui Șerban Vodă Cantacuzino, o bisericuță din lemn, despre care găsim referiri în „Istoria Bucureștilor” de Ionescu-Gion și în „Din vechiul București între anii 1789-1791” de Gheorghe Florescu. Tot din lemn s-a refăcut, în anii 1691-1692, pe vremea Domnitorului Constantin Brâncoveanu (1688-1714), martir al creștinătății, o a doua biserică, iar după răzmeriță a fost ridicată, în iulie 1757, sub domnia lui Constantin - Vodă Mavrocordat, a treia Biserică, de data aceasta din zidărie, așa precum aflăm dintr-un act al Mitropolitului Grigorie al Ungrovlahiei, din 1786. Din pisania veche, scrisă cu litere chirilice săpate în piatră, care se păstrează în pridvorul bisericii, aflăm că aceasta s-a zidit și înfrumusețat cu ajutorul lui Mărgărit Staroste, al lui Nicolae Cernavodeanu, al Jupânului Nicolae Cupețul și al altor creștini, „ca să le fie lor veșnica pomenire”. La 25 august 1794, un ctitor pe nume Radu Nicule a dăruit Bisericii un clopot. În prima jumătate a secolului al XIX-lea, Biserica Oțetari, așa cum avea să rămână întipărită în memoria bucureștenilor, a fost locul de îngropăciune al membrilor marii familii negustorești Hagi Tudorache, de la care se păstrează și astăzi, în pridvorul bisericii, două morminte cu pietre funerare, datate 1825 și 1845. 
Biserica, așa cum o vedem astăzi, a fost restaurată între anii 1860 și 1866, pe timpul Mitropolitului Nifon Primat al României (1850-1875), cu ajutorul familiilor Hagii Tudorache, N. Zamfirescu și Romanescu. Mitropolitul Nifon s-a născut la București, în mahalaua Oțetarilor (pe ulița Teilor, actuala stradă Vasile Lascăr), în anul 1789, ca fiu al blănarului Rusailă, originar din orașul Castoria – Macedonia și venit în București, împreună cu soția sa, Aposta, cu ajutorul arhimandritului Iason, care îl întâlnise pe Rusailă la Salonic, în timpul unui pelerinaj la Sfântul Munte Athos. Arhimandritul Iason locuia, împreună cu nepotul său, călugărul Sofronie, în curtea Bisericii Oțetari. Aici, la Biserica Oțetari, va fi botezat viitorul Mitropolit și va lua primele lecții de învățătură bisericească, de citire, scriere și cântare psaltică, de la călugărul Sofronie. Chipul Mitropolitului Nifon este pictat în pronaosul Bisericii Oțetari.
Cu prilejul restaurării din 1860-1866, Gheorghe Tattarescu (1820-1894), unul dintre cei mai importanți pictori români, a executat întreaga pictură murală în ulei, precum și iconostasul. Biserica a fost restaurată din nou, în anul 1906, an în care pictura murală a fost restaurată de către pictorul Apcar Baltazar. Între anii 1964 și 1984, sub oblăduirea Preotului Paroh Gheorghe Dimulescu, Biserica a fost refăcută și acoperită cu tablă. 
O amplă restaurare a picturii murale a pictorului Gheorghe Tattarescu a fost efectuată recent, între anii 2004 și 2006, în ciuda dificultăților financiare, prin strădania Părintelui Paroh Mircea Gorețchi, care slujește la Biserica Oțetari din anul 1986, a credincioșilor pe care îi păstorește și cu ajutorul profesional al restauratorilor și a metodelor moderne folosite, remedierea gravelor exfolieri și curățarea stratului de praf și fum. Construcția a fost consolidată, brâul din zid reparat printr-un procedeu modern de înghețare a infiltrațiilor de apă, vechiul clopot fisurat a fost înlocuit, vechile strane restaurate; credincioșii s-au bucurat de apariția unei centrale termice în biserică, de repararea instalației electrice și de montarea unei instalații de amplificare, ce împrăștie vestea cea bună a Mântuirii și în afara Bisericii. Părintele Paroh Mircea Gorețchi slujește împreună cu fiul său, Diaconul Bogdan Gorețchi.

## Arhitectura
Biserica Oțetari are o formă alungită, trilobată; absidele laterale, ca și cea a altarului, sunt adâncite. Construcția din zidărie groasă de cărămidă susține acoperișul care, pe o șarpantă din lemn, suportă o învelitoare din tablă. Pridvorul creează impresia de spațiu liber, deschis. Pronaosul cu tavan scund accentuează efectul de înălțare, în momentul pătrunderii în naos, iar absidele cu vitralii și turla octogonală măresc și ele această senzație. Acoperișurile de tablă ale celor două turle au formă de bulb, de factură slavă. Lungimea interioară este de 23,10 m, lățimea în dreptul absidelor ajunge la 9,43 m, iar înălțimea interioară a turlei este de 12,60 m. Deși nu are dimensiuni mari, clădirea bisericii emană o impresie de monumentalitate, atât la interior, cât și la exterior.		

## Patrimoniul artistic
Pictura murală, care îi aparține unuia dintre cei mai importanți artiști plastici români, Gheorghe Tattarescu, transformă Biserica Oțetari într-un monument de primă importanță, care așteaptă să fie descoperit. Pictura este executată în ulei, pe un strat din glet de ipsos. Stilistic, pictura aparține școlii realiste de influență italiană, care se întrepătrunde cu filonul bizantin ortodox, creând un stil propriu lui Gh. Tattarescu. Se remarcă forța desenului, arhitectura sobră a compozițiilor, tehnica impecabilă a folosirii clar-obscurului, impresia de spațiu și profunzime. Biserica păstrează obiecte cu valoare de patrimoniu dăruite, de-a lungul veacurilor, de ctitori: un epitaf al Mântuitorului, brodat în fir, din anul 1793; o icoană împărătească ferecată în argint, din anul 1803; două icoane din 1804; vitraliile Bisericii, datând din anul 1909; medalioane exterioare din mozaic, executate de pictorul Eugen Profeta.

## Sfinte Moaște
Mitropolitul Nifon al Ungrovlahiei (1789-1875) a dăruit Bisericii Oțetari, după restaurarea încheiată la 1866, o falangă dintr-un deget al Sfântului Mare Mucenic Haralambie (89 d. Hr. – 10 februarie 202 d. Hr.), cel mai longeviv sfânt creștin. Părinții Sfântului au fost botezați de Sf. Apostol Ioan, iar despre bunicii săi se spune că ar fi fost botezați chiar de către Sf. Ioan Botezătorul. Sf. Haralambie a fost Episcop al Magnesiei (Asia Mică) și a fost martirizat  la porunca împăratului roman Septimius Severus (193 – 211), pentru că își mărturisise credința în Hristos, înfruntându-l pe împărat, și o creștinase chiar pe fiica acestuia, Galina, și pe toți curtenii ei. Sfântul de 113 ani a fost torturat prin ruperea cărnii cu cârlige de fier și prin jupuirea pielii. În timpul supliciului, Sfântul le-a spus celor care îl persecutau: “Vă mulțumesc, fraților, că mi-ați reînnoit sufletul care dorește să se unească cu veșnicia!”. A rezistat tuturor torturilor și a săvârșit și alte minuni, precum învierea unui tânăr sau izgonirea demonilor. Sfântul a murit înainte de a fi executat prin tăierea capului, după ce I-a văzut pe Mântuitor și pe sfinții Săi. Astfel și-a dat duhul, la 10 februarie 202, unul dintre cei mai venerați martiri ai Bisericii creștine de la începutul secolului al III-lea. Sf. Haralambie are putere asupra bolilor și a morții. Icoanele îl înfățișează ținând ciuma în lanț. Se mai spune că Sf. Haralambie i-a cerut lui Dumnezeu ca bolile să nu se apropie de oamenii care postesc de ziua sa. O legendă din Bucovina spune că Sf. Haralambie a suferit foarte mult în timpul vieții. De aceea, înainte să moară, Dumnezeu i-a spus să își aleagă o răsplată. Sfântul i-a întrebat pe oameni ce ar trebui să ceară, și ei l-au rugat să ceară ciuma, care făcea pe atunci multe victime. Dumnezeu i-a dăruit atunci ciuma (boala), iar Sf. Haralambie a legat-o cu un lanț și tot așa o ține și astăzi. Sfântul Haralambie este considerat Tămăduitor al bolnavilor, Mare ocrotitor al familiilor, căsniciilor și copiilor, un Mare Sfânt și Grabnic Ajutător.
Moaștele sale făcătoare de minuni, ridicate de credincioasa Galina și încredințate comunității creștine din Antiohia, au fost duse la Constantinopol. De acolo, după practica sfântă, s-au împărțit și s-au dăruit diferitelor Biserici din lumea întreagă. 
Așa se face că Mitropolitul Nifon a înzestrat ctitoria sa, cu hramul Sfinții Arhangheli Mihail si Gavriil și Sfântul Nicolae din București (cunoscută și sub numele de „Oțetari”), cu Sfinte Moaște din trupul cel făcător de minuni al Sfântului Mucenic Haralambie. 
Rugăciune către Sf. Mare Mucenic Haralambie: “Alesule din ceata arhiereilor, Mare Mucenic Haralambie, care porți nume întocmai cu harul dat de atotputernicul Dumnezeu, a fi luminător de bucurie, luminează-ne cugetul... curăță inima, întărește-ne voința în a face bine și primește de la noi cântări și laude sfinte și ne ajută în necazuri, în boli și suferințe”. (Acatist, Condac 1 și 13).

## Corul
Sfânta Liturghie se slujește aici cu un cor liturgic înființat prin osârdia fostului preot paroh, Gheorghe Dimulescu, care a păstorit comunitatea credincioșilor din zonă, timp de peste patru decenii. În corul acestei biserici cu o acustică perfectă au cântat mari voci ale muzicii românești, precum Nicolae Herlea, Nicolae Secăreanu și David Ohanesian, dirijorul Adrian Fanea, basul Hariton Dimulescu, Constantin Dumbravă, dirijoarea Otilia Monea și altista Stela Hauler. Traditia corală este continuata în prezent de Pr Mircea Gorețchi și tenorul Nicolae Stoenescu.